# Avenue Jean-Lolive
L'avenue Jean-Lolive est l'une des artères principales de Pantin.

## Situation et accès
Elle suit le parcours de l'ex-route nationale 3 actuellement D933, de Paris jusqu'au quartier du Petit-Pantin.
Partant de l'avenue de la Porte-de-Pantin, elle croise entre autres:
- La route des Petits-Ponts (Départementale 115 P) qui marque la limite entre Paris et la Seine-Saint-Denis;
- la rue Auger;
- Le carrefour de la rue Hoche et de la rue du Pré-Saint-Gervais;

Le carrefour de la rue Étienne-Marcel et de la rue de Moscou, suivi de la rue Eugène-et-Marie-Louise-Cornet et de la rue Honoré-d'Estienne-d'Orves;
- Route départementale 20: rue Delizy au nord, rue Jules-Auffret au sud;
- Un certain nombre de voies anciennes, mais de moindre importance: rue Charles-Auray, rue Courtois, rue Benjamin-Delessert, rue de Palestro;
- La rue Victor-Hugo à Pantin;

Elle se termine au carrefour des Limites, dans l'axe de la rue de Paris, et où se rencontrent l'avenue Anatole-France, la route de Noisy-le-Sec et la rue Raymond-Queneau;
Elle est desservie par plusieurs stations de la ligne 5 du métro de Paris:
- Station de métro Hoche, au croisement de la rue éponyme;
- Métro Église de Pantin, près de l'église;
- Métro Bobigny - Pantin - Raymond Queneau, au carrefour des Limites;

## Origine du nom

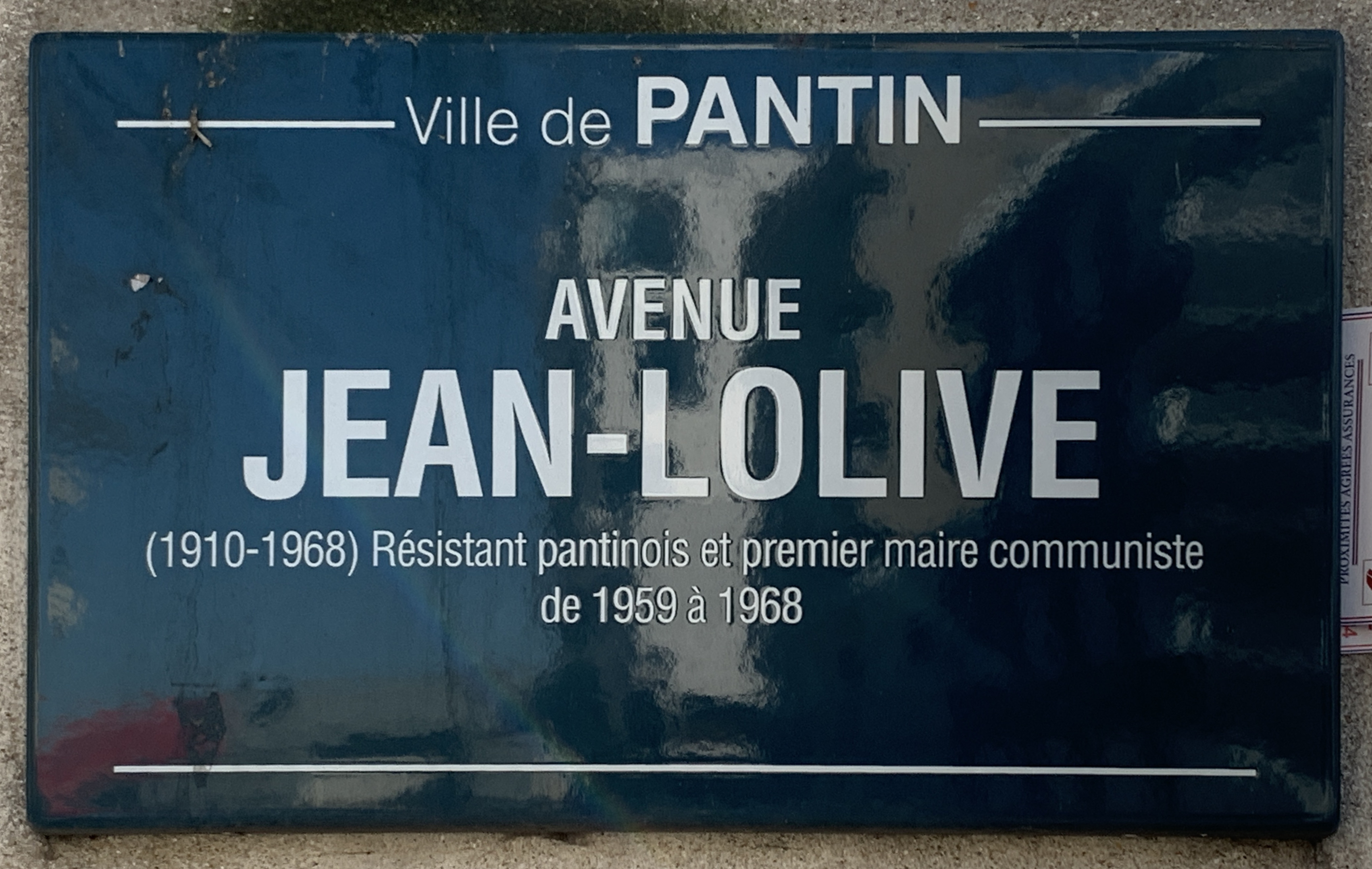
Plaque de l'avenue.

Elle est nommée en hommage à Jean Lolive, né à Brignais en 1910, un homme politique français, membre du Parti communiste français.

## Historique

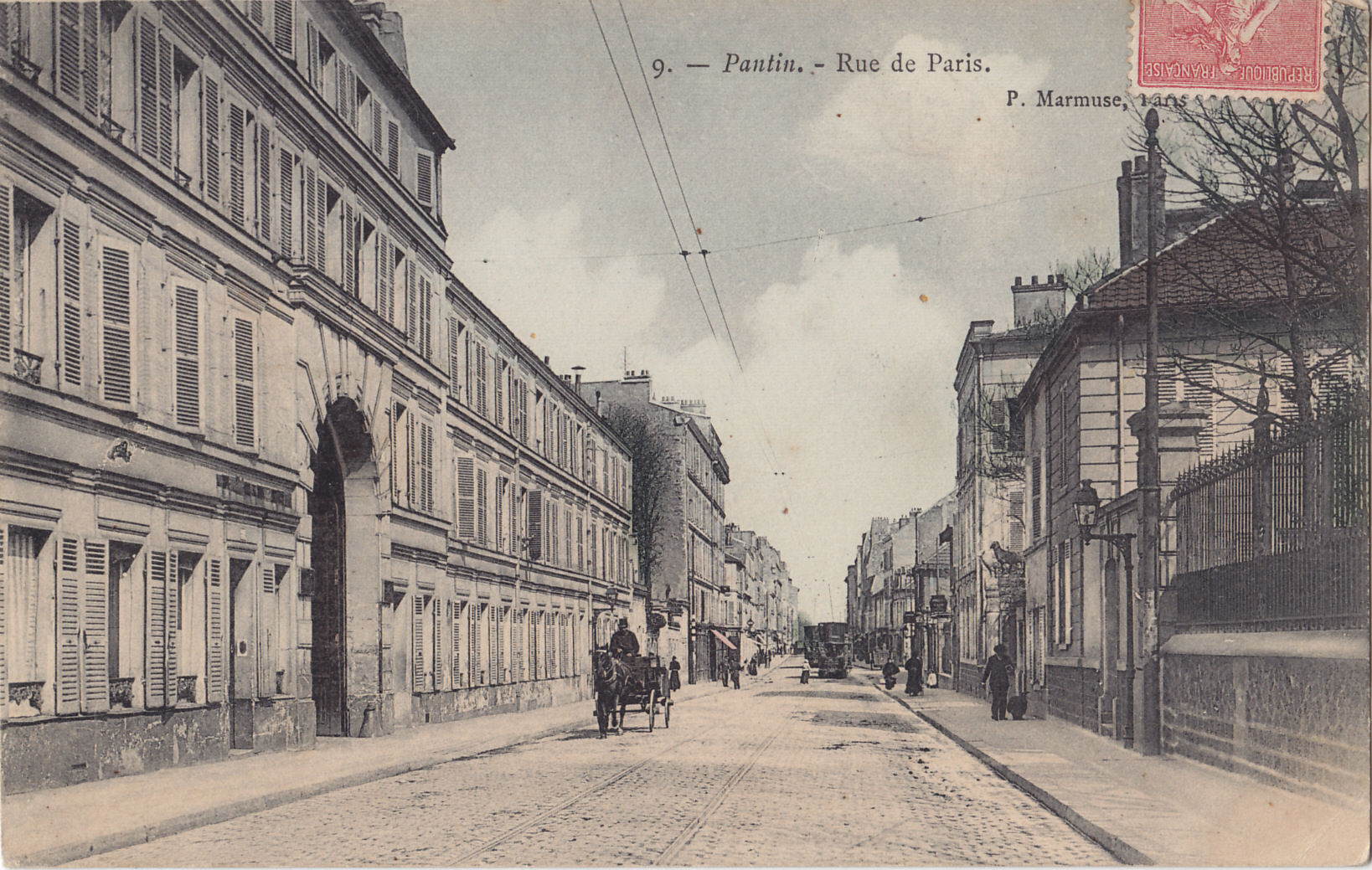
Rue de Paris, Pantin. La caserne de pompiers est au fond, sur la droite.

Au IIIe siècle de notre ère, est construite la grande route Lutèce-Trèves, via Reims, tracée par l’empereur Julien.
Dénommée « Grande rue » au XVIIIe siècle puis « rue de Paris » au siècle suivant, elle reprend un tronçon de la « route impériale 4 » connue sous l’appellation « route de Germanie », puis « route d’Allemagne », autrement dit le vieil itinéraire des invasions.
Le 23 mars 1918, durant la première Guerre mondiale, un obus lancé par la Grosse Bertha explose aux nos 59-61 rue de Paris ne faisant aucune victimes. D'autres obus tombent au no 91 le 24 mars, au no 7 le 1er avril, au no 23 le 24 avril.

## Bâtiments remarquables et lieux de mémoire

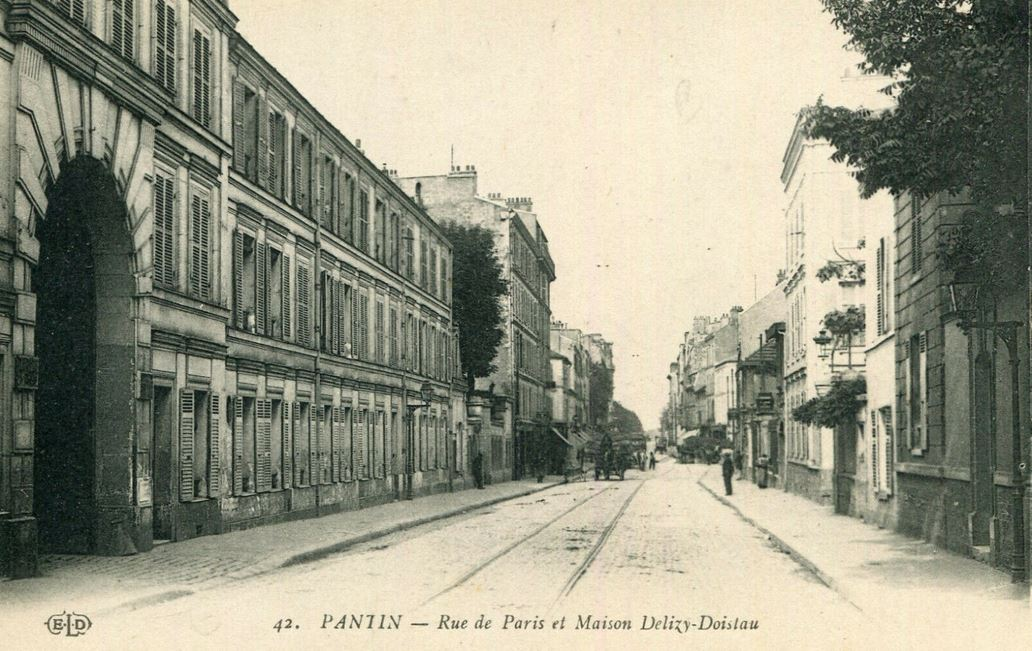
La maison Delizy-Doistau.

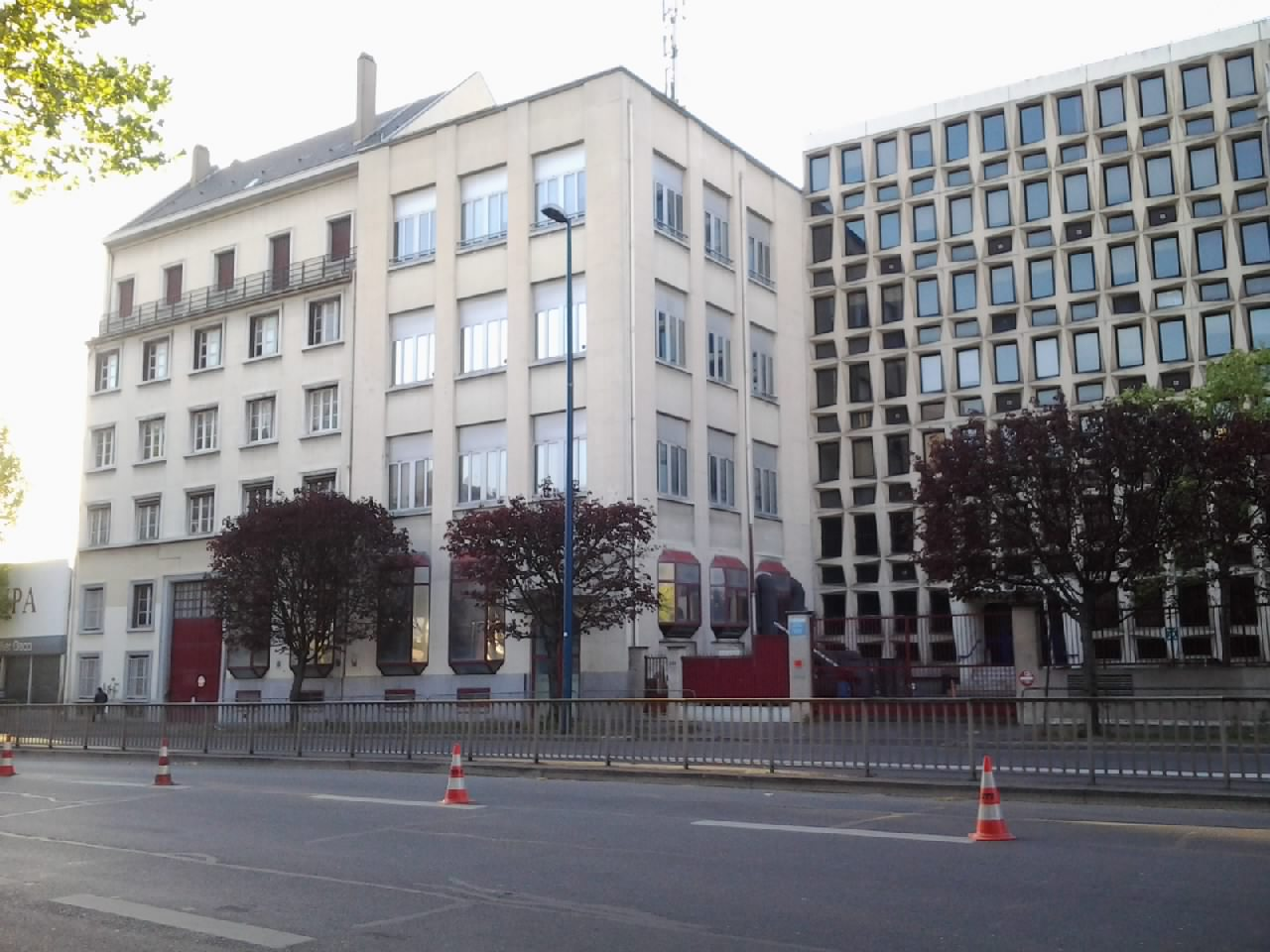
Central téléphonique Villette - situé 231, avenue Jean-Lolive, Pantin (Seine-Saint-Denis)

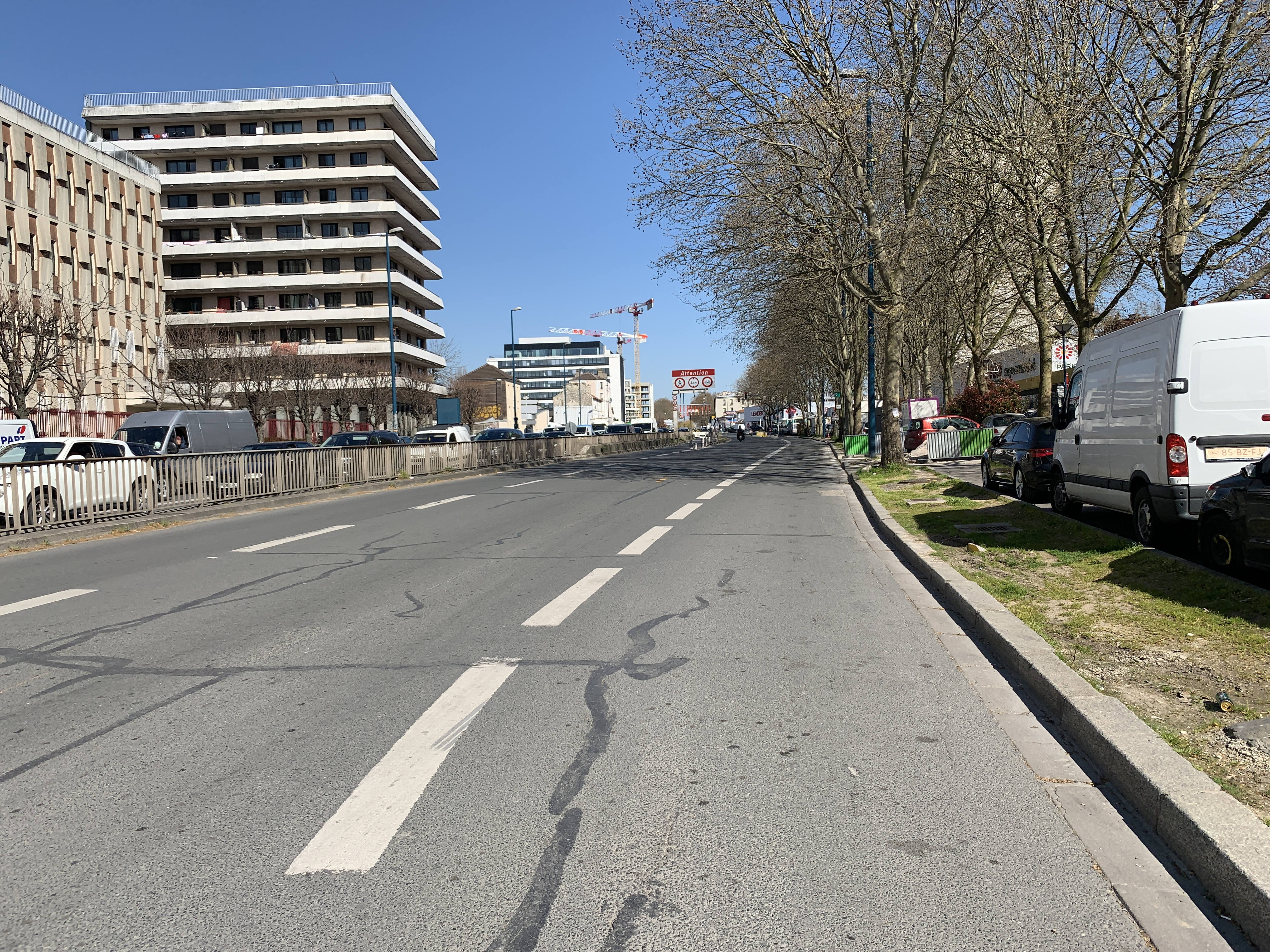
L'avenue en mars 2021, en direction vers Bobigny.

- Église Saint-Germain de Pantin, place de l'Église, qui donne sur l'avenue. La dernière reconstruction, sur des fondations du XIIe siècle, date de 1664;
- Parc Stalingrad, sur la partie nord de l'ancien fief de Maulny qui appartenait au duc d'Orléans en 1647[5];
- Ancien bâtiment de la Banque de France[6], maintenant occupée par une antenne de l'École supérieure des arts et techniques de la mode[7];
- Au no 97, l'ancienne distillerie fondée par les frères Delizy en 1867[8],[9].
- Au no 104, était un hôtel particulier appartenant à Beaumarchais. Madame Delizy y installa ensuite les salons de la danseuse de l'Opéra Marie-Madeleine Guimard[10],[11]. Y était inclut un théâtre, qui devint très couru par la haute bourgeoisie et la noblesse de cour[12]. Il devint en 1850 l'hôtel-de-ville[13]. En 1886, un nouvel hôtel de ville est construit entre le canal et la gare. Le bâtiment du 104 est détruit, puis remplacé par le service de la justice de paix. Sur son emplacement se trouve maintenant le Ciné 104[14];
- Au no 140, le Parc de la Manufacture des Tabacs[15]. À la suite de la fermeture de la manufacture, en 1982, la reconversion réalisée par Paul Chemetov entraîna la destruction quasi totale du site. Le petit pavillon datant de 1886 à l'entrée du parc, accueille les bureaux du comité départemental du tourisme;